# Кузьковичи
Ку́зьковичи (бел. Кузькавічы, раней - Куськавічы) — деревня в составе Следюковского сельсовета Быховского района Могилёвской области Республики Беларусь.

## История
В 1913 году действовала церковно-приходская школа.

## Население
- 2025 год — 94 человека